# 227P/Catalina-LINEAR
La comète Catalina-LINEAR, officiellement 227P/Catalina-LINEAR, est une comète périodique du système solaire, découverte le 14 mars 2003 par les programmes Catalina Sky Survey et LINEAR.